# Toxicology Mechanisms and Methods

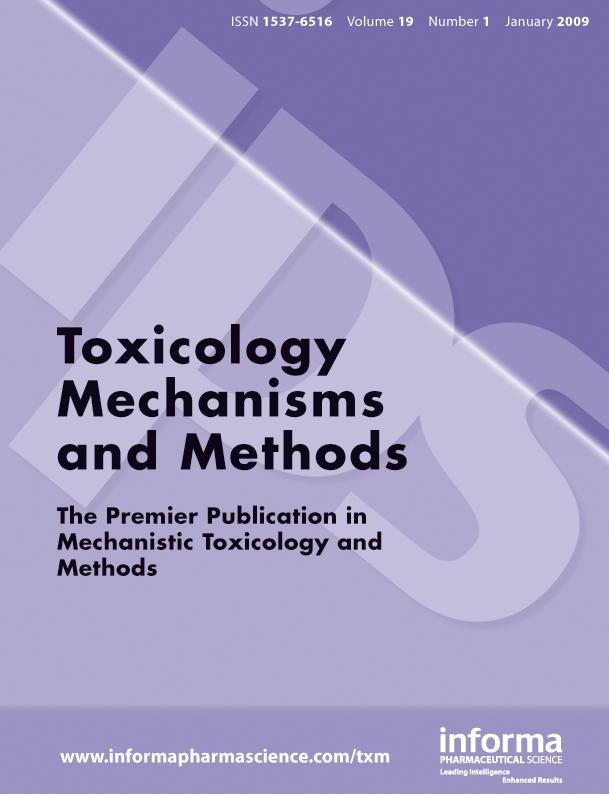
Cover der 19. Ausgabe

Toxicology Mechanisms and Methods, abgekürzt Toxicol. Mech. Method., ist eine wissenschaftliche Zeitschrift, die vom Informa-Verlag veröffentlicht wird. Die erste Ausgabe erschien im Jahr 1991. Derzeit erscheint die Zeitschrift neunmal im Jahr. Es werden Artikel veröffentlicht, die die Mechanismen aufklären durch die Fremdstoffe unerwünschte Wirkungen auf das Gewebe und den Organismus ausüben.
Der Impact Factor lag im Jahr 2014 bei 1,517. Nach der Statistik des ISI Web of Knowledge wird das Journal mit diesem Impact Factor in der Kategorie Toxikologie an 67. Stelle von 87 Zeitschriften geführt.
Chefherausgeber ist Rakesh Dixit, MedImmune, Gathersburg, Vereinigte Staaten von Amerika.